# Casa Albinyana (Vilallonga del Camp)
Casa Albinyana és una obra del municipi de Vilallonga del Camp (Tarragonès) inclosa en l'Inventari del Patrimoni Arquitectònic de Catalunya.

## Descripció
Es tracta d'una casa d'estructura quadrangular amb planta baixa i dos pisos. Els murs són fets amb maçoneria i arrebossats, mentre que les obertures són estructurades amb pedra. En aquest sentit, a la planta baixa destaca la porta d'entrada, feta amb arc de mig punt adovellat; al seu costat s'obre una finestra. El primer pis té finestra i balcó i les golfes galeria d'arcs rebaixats, sostinguts per pilastres de cimaci motllurat. Damunt de la galeria s'observa la teulada, recoberta de teula àrab.
La façana del carrer del Trull presenta poques obertures, totes elles d'estructura quadrangular.
La casa, en conjunt, no ha sofert gaires modificacions i el seu estat no és gaire bo.